# 吉良貞家
吉良 貞家（きら さだいえ）は、南北朝時代の武将。初代奥州管領。陸奥国の南朝勢力の制圧に努めた。

## 略歴
三河国幡豆郡吉良荘の奥州（武蔵）吉良氏（前期東条吉良氏）3代当主・吉良経家の嫡男として誕生。幡豆郡東条城に居城したと考えられるが、この時期の詳細については史料が乏しく不明である。
元弘の乱では他の吉良一族と共に足利宗家に従ったと考えられ、建武の新政期に足利尊氏の弟・直義に従い関東に下向、建武元年正月（1334年2月）に関東廂番六番衆の第三番の頭人に任ぜられ、成良親王警護の任を負った。同僚には一族の吉良満義がいた。
南北朝の内乱が始まると、建武2年（1335年）12月の箱根・竹ノ下の戦いに参加した後、足利尊氏の本軍とは分かれ、建武3年（1336年）正月から2月にかけて尾張国・三河を転戦、2月に三河矢作で軍を再編して関東へ向かった。関東では鎌倉や下野国で南朝軍と戦い、南朝軍に追われ九州に出奔していた尊氏が反攻で京を奪回すると、8月ごろ上洛して本軍に合流、因幡国・但馬国両国の守護職に任じられまた、幕府評定衆・五番制引付方の二番頭人をも歴任した。
興国6年/康永4年/貞和元年（1345年）、畠山国氏と共に奥州管領に補任され、奥州国府に下向・着任、奥州を拠点に反北朝活動を展開する北畠氏など南朝軍と戦う。
観応の擾乱には直義方として畠山氏と対立、正平6年／観応2年2月（1351年3月）畠山高国・国氏父子を陸奥大仏城に攻めて自刃させた。3月、高師直、高師泰の軍勢が陸奥岩切城に援軍を出すという報を得て、結城朝胤に白河関を守らせた。4月、出羽国において円覚寺領を横領していた少輔与一への是正を、足利直義より指示される。
7月から11月にかけて、陸奥行方郡、山村城、高野郡などに沙汰を出す。11月、宇津峰宮（守永親王）と名取郡広瀬川で戦うも敗北、伊具郡の伊具館に退却する。翌正平7年／文和元年3月（1352年）貞家の軍は陸奥府中城に依る南朝軍を攻めて陥落させた。その後、陸奥の南朝勢力を宇津峰城に追い詰め、 正平8年／文和2年（1353年）5月に陥落させた。 
その後の動向は正平9年（1354年）以降には貞家の現れる史料が存在しなくなるため、この頃に死没したと推定されている。